# Johannes II (III) van Alexandrië
Johannes II (III) van Alexandrië (gestorven in 516) was Patriarch van Alexandrië van 505 tot 516.

## Context
Na het Concilie van Chalcedon in 451 ontstond er een schisma tussen het Grieks-orthodox patriarchaat van Alexandrië en de Koptisch-Orthodoxe Kerk. Tijdens het schisma werd in 481 onder de Grieks-orthodoxen de patriarch Johannes Talaia gekozen, die niet werd erkend door de Koptisch-Orthodoxen, vandaar II & III.

## Standpunt
Johannes volgde het standpunt van de Chalcedonische geloofsbelijdenis en zijn tweenaturenleer niet. Hij was een tijdgenoot van Severus van Antiochië.